# Venta
Die Venta (deutscher Name: Windau) ist ein Fluss im nordwestlichen Litauen und im westlichen Lettland.
Sie entspringt nahe Kuršėnai (Kurschenen) im litauischen Distrikt Šiauliai (Schaulen) und fließt bei Ventspils (deutsch: Windau) in Lettland in die Ostsee.
In ihrem Verlauf passiert die Venta die Orte Užventis, Viekšniai, Mažeikiai in Litauen, Skrunda und Kuldīga (deutsch: Goldingen) in Lettland. In Kuldīga fällt der Fluss über den flachen, aber mit 240 m möglicherweise breitesten Wasserfall Europas, Ventas Rumba. Größere Zuflüsse erfährt er durch die Abava (Abau), die Virvyčia und die Varduva, Letztere mündet nahe der litauisch-lettischen Grenze. Weitere Zuflüsse sind die Viešetė, die Vadakstis und die Ciecere. An der Mündung ist die Venta 200 Meter breit. Durch künstliche Vergrößerung des Flussbetts können große Öltanker den Flusshafen bei Ventspils benutzen.
Die Länge auf lettischem Territorium beträgt etwa 178 km.

## Flussname
- lettisch und litauisch Venta,
- deutsch Windau,
- livisch Vǟnta,
- Schemaitisch Vėnta
- polnisch Windawa
- russisch Виндава, Вента